# Campeonato Santomense 2023
Der Campeonato Santomense 2023 war die 36. Saison des Campeonato Santomense de Futebol, der obersten Fußballmeisterschaft in São Tomé und Príncipe. An dem Wettbewerb nahmen insgesamt 18 Mannschaften teil. Die Saison ging vom 22. April bis zum 4. November 2023. Titelverteidiger war Sport Operário e Benfica.

## Tabelle

### São Tomé
| Pl.                    | Verein                | Sp. | S  | U  | N  | Tore    | Diff. | Punkte |
| ---------------------- | --------------------- | --- | -- | -- | -- | ------- | ----- | ------ |
| 1.                     | 6 de Setembro         | 22  | 17 | 3  | 2  | 043:140 | +29   | 54     |
| 2.                     | Agro-Sport Monte Café | 22  | 16 | 4  | 2  | 041:160 | +25   | 52     |
| 3.                     | Inter Bom-Bom (N)     | 22  | 12 | 2  | 8  | 044:300 | +14   | 38     |
| 4.                     | Aliança Nacional      | 22  | 11 | 4  | 7  | 034:260 | +8    | 37     |
| 5.                     | Trindade FC           | 22  | 10 | 7  | 5  | 035:220 | +13   | 37     |
| 6.                     | UDRA                  | 22  | 9  | 4  | 9  | 036:330 | +3    | 31     |
| 7.                     | BUFC Caixão Grande    | 22  | 8  | 4  | 10 | 031:320 | −1    | 28     |
| 8.                     | Vitória Riboque       | 22  | 5  | 11 | 6  | 022:240 | −2    | 26     |
| 9.                     | Palmar Lusitano       | 22  | 6  | 5  | 11 | 031:340 | −3    | 23     |
| 10.                    | SC Praia Cruz         | 22  | 6  | 4  | 12 | 026:370 | −11   | 22     |
| 11.                    | FC Neves (N)          | 22  | 6  | 2  | 14 | 022:390 | −17   | 20     |
| 12.                    | SC São Tomé           | 22  | 0  | 2  | 20 | 012:700 | −58   | 02     |
| Stand: Saisonende 2023 |                       |     |    |    |    |         |       |        |

Platzierungskriterien: 1. Punkte – 2. Tordifferenz – 3. geschossene Tore

(N) Neuling

### Príncipe
| Pl.                    | Verein                       | Sp. | S  | U | N  | Tore    | Diff. | Punkte |
| ---------------------- | ---------------------------- | --- | -- | - | -- | ------- | ----- | ------ |
| 1.                     | Sport Operário e Benfica (M) | 20  | 16 | 1 | 3  | 056:130 | +43   | 49     |
| 2.                     | FC Porto Real                | 20  | 14 | 3 | 3  | 070:210 | +49   | 45     |
| 3.                     | SC Príncipe                  | 20  | 8  | 4 | 8  | 034:380 | −4    | 28     |
| 4.                     | Sundy FC                     | 20  | 7  | 4 | 9  | 024:370 | −13   | 25     |
| 5.                     | UDAPB                        | 20  | 4  | 3 | 13 | 027:560 | −29   | 15     |
| 6.                     | CD 1º de Maio                | 20  | 3  | 1 | 16 | 020:660 | −46   | 10     |
| Stand: Saisonende 2024 |                              |     |    |   |    |         |       |        |

Platzierungskriterien: 1. Punkte – 2. Tordifferenz – 3. geschossene Tore

(M) amentierender Meister

## Finalspiele
Die beiden Gruppenerster ermitteln den Meister 2024
| Datum                       |               | Gesamt          |                          | Hinspiel | Rückspiel |
| --------------------------- | ------------- | --------------- | ------------------------ | -------- | --------- |
| 28. Oktober und 4. November | 6 de Setembro | 2:2 (5:6 i. E.) | Sport Operário e Benfica | 1:1      | 1:1 n. V. |